# Simon van Collem

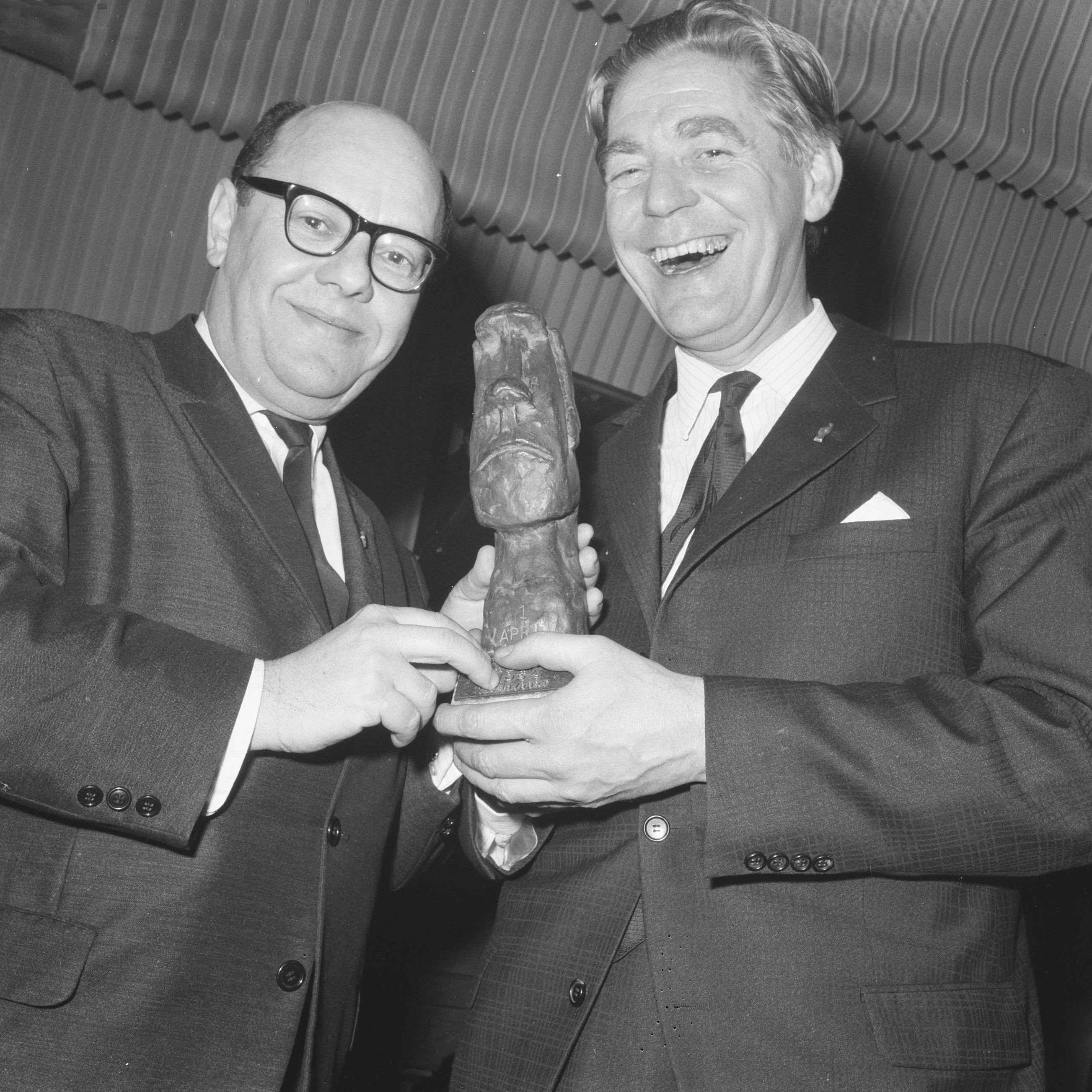
Simon van Collem (links) reikt aan Bert Haanstra de Prix de Joke uit (1964).

Simon van Collem (Amsterdam, 27 maart 1919 – aldaar, 21 juni 1989) was een Nederlands journalist en televisiemaker bij de TROS die zich toelegde op filmjournalistiek.

## Loopbaan
Van Collem was in de jaren 50 werkzaam als verkoopsleider bij een filmmaatschappij. Door Volkskrant-redacteur Bob Bertina werd hij gevraagd een reeks artikelen te schrijven over de historie van de Nederlandse filmindustrie. De serie artikelen onder de titel Uit de oude draaidoos verscheen vanaf 24 december 1954 in de Volkskrant en leidde in 1958 tot de uitnodiging om onder de titel De oude draaidoos televisieprogramma's te maken voor de VPRO. Tevens schreef Van Collem in 1959 het boek Uit de oude draaidoos dat ondanks de smeuïge anekdotes en sfeerbeschrijvingen jarenlang als belangrijkste boek over de Nederlandse filmgeschiedenis gold. Filmhistorici oordeelden later dat er verschillende onnauwkeurigheden in stonden.
Tot 1970 maakte hij zijn filmrubriek voor de VPRO. In dat jaar stapte hij over naar de AVRO waar hij het programma voortzette onder de titel Avroskoop. In 1975 verkaste hij naar de in oktober 1974 tot A-omroep gepromoveerde TROS en werd het programma omgedoopt in Simonskoop.
Van Collem overleed in de zomer van 1989 in het harnas door een hartstilstand tijdens de galapremière van de James Bondfilm Licence to Kill in de Amsterdamse bioscoop Theater Tuschinski, vlak nadat hij Bond-acteur Timothy Dalton had geïnterviewd.

## Privéleven
Van Collem heette in de Tweede Wereldoorlog als (joodse) onderduiker Eugène de Winter en schreef na de oorlog het boek Eus ontdekt West-Friesland. Hierin beschrijft hij zijn onderduiktijd in Noord-Holland boven het IJ.
Hij is de vader van René van Collem (drummer van Doe Maar) en Pim van Collem (werkzaam als filmproducent en -distributeur).

## Trivia
- Van Collem had cameo's in de films An American Werewolf in London (1983), Flodder (1986) en Amsterdamned (1988).
- In Almere-Filmwijk is een straat naar hem vernoemd, de Simon van Collemstraat.

- Biografisch Portaal: 63947276
- Digitale Bibliotheek voor de Nederlandse Letteren: coll044
- International Standard Name Identifier: 0000 0003 5933 2889
- Nederlandse Thesaurus van Auteursnamen: 074327321
- Système universitaire de documentation: 143787942
- Virtual International Authority File: 215187512
- WorldCat: E39PBJrrtYYpW7CR7GJmThXrv3